# Métabolome
Le métabolome est l'ensemble des métabolites — des petites molécules telles que les intermédiaires métaboliques, les hormones et autres molécules signal ainsi que les métabolites secondaires — qui peuvent être trouvées dans un échantillon biologique.
Ce terme d'origine anglaise a été proposé par Oliver et al. en 1998, par analogie avec les termes génome, protéome et transcriptome. À l'égal de ces autres systèmes, le métabolome est dynamique et changera donc dans le temps.